# Agence d'urbanisme de l'agglomération marseillaise
Pour les articles homonymes, voir Agam.
 (mars 2019).
L'Agence d'urbanisme de l'agglomération marseillaise (Agam) est l'agence d'urbanisme de Marseille et ses alentours.

## Historique
L'Agam, créée le 12 avril 1969, est une structure partenariale réunissant les collectivités locales, comme la ville de Marseille, puis au-delà lors de la création de la communauté urbaine de Marseille Provence Métropole et du Pays d'Aubagne et de l'Étoile. Le périmètre d'étude s'est encore agrandi lors de la création de la Métropole d'Aix-Marseille-Provence. En plus des collectivités locales, l'agence réunit plusieurs organismes et établissements publics concourant au développement urbain et économique de l’aire métropolitaine marseillaise dans une optique de mutualisation .

## Statuts
L'Agam est une association de 65 salariés, présidée par Laure-Agnès Caradec, avec un bureau (composé de 6 personnes), un conseil d'administration de 27 personnes et une assemblée générale de 37 personnes.

## Missions
L’agence intervient comme outil d’aide à la décision sur tout ce qui concerne l’urbanisme et l’aménagement et le développement des territoires. Pour cela, elle s’est structurée autour de trois missions essentielles : observer, animer et projeter.
Le rôle des agences d’urbanisme est défini par le Code de l’urbanisme (article L.121-3). Il a été réaffirmé par la loi pour l’Accès au logement et un urbanisme rénové (ALUR) du 24 mars 2014 : « Les communes, les établissements publics de coopération intercommunale et les collectivités territoriales peuvent créer avec l’État et les établissements publics ou d’autres organismes qui contribuent à l’aménagement et au développement de leur territoire des organismes de réflexion, et d’études et d’accompagnement des politiques publiques, appelés agences d’urbanisme. » « Ces agences d’ingénierie partenariale ont notamment pour missions : »
- « de suivre les évolutions urbaines et de développer l’observation territoriale ; »
- « de participer à la définition des politiques d’aménagement et de développement et à l’élaboration des documents d’urbanisme et de planification qui leur sont liés, notamment les schémas de cohérence territoriale et les plans locaux d’urbanisme intercommunaux ; »
- « de préparer les projets d’agglomération métropolitains et territoriaux, dans un souci d’approche intégrée et d’harmonisation des politiques publiques ; »
- « de contribuer à diffuser l’innovation, les démarches et les outils du développement territorial durable et la qualité paysagère et urbaine »
- « d’accompagner les coopérations transfrontalières et les coopérations décentralisées liées aux stratégies urbaines. »